# 十字路街道
十字路街道，是中华人民共和国山東省临沂市莒南县下辖的一个乡镇级行政单位。辖区总面积143平方千米，2011年末，十字路街道总人口为159741人。

## 行政区划
十字路街道下辖以下地区：
福祥社区、富源社区、玉泉社区、高乡社区、人民路社区、永泰社区、滨海社区、温泉社区、西关社区、富民社区、朝阳社区、大成社区、白龙社区、成龙社区、淮海东路社区、淮海西路社区、北园社区、银河社区、钓鱼台社区、官庄社区、埠上社区、黄庄社区、东赤石沟村、西赤石沟村、王家庄子村、东芦家林村、西芦家林村、良家店子村、尤家庄子村、大曲流河村、老古窝村、东良店村、孙家钓鱼台村、北石桥村、南石桥村、古路沟村、官地村、王家白龙汪村、刘家白龙汪村、沟头村、猛虎崖村、兴隆店子村、大埠南村、小埠南村、红星村、李家扁山村、戴家扁山村、郇家结庄村、王家结庄村、郁家东山村、东埠村、彭家扁山村、万家扁山村、东兰墩村、西兰墩村、大山前村、官岭前村、沃土村、东风村、马蹄湖村、土沟村、赵家河子村、官坊街村、王家欢疃沟村、刘家官坊村、白家岭村、赵家欢疃沟村、虎山泉村、大前黄庄村、富兴村、富泉村、刘山村、官坊村和莲汪崖村。